# Sinval Odorico de Moura
Sinval Odorico de Moura (Caxias, 1828 — 8 de dezembro de 1885) foi magistrado e político brasileiro.
Foi presidente das províncias do Amazonas, nomeado por carta imperial de 22 de novembro de 1862, de 7 de fevereiro de 1863 a 7 de abril de 1864, da Paraíba, de 18 de maio de 1844 a 22 de julho de 1865, do Piauí, de 4 de março a 15 de abril de 1880 e de 7 de fevereiro a 31 de dezembro de 1881, e do Ceará, de 12 de fevereiro a 1 de outubro de 1885. 